# 韦勒塔尔
韦勒塔尔（德語：Wehretal，意为“韦勒河谷”）是德国黑森州的一个市镇。总面积39.20平方公里，总人口5187人，其中男性2552人，女性2635人（2011年12月31日），人口密度132人/平方公里。